# (6906) Johnmills
(6906) Johnmills  es un asteroide perteneciente al cinturón de asteroides, descubierto el 19 de noviembre de 1990 por Robert H. McNaught desde el Observatorio de Siding Spring, en Australia.

## Designación y nombre
Johnmills se designó inicialmente como 1990 WC.
Más adelante fue nombrado en honor al industrial del lino escocés John Mills (1806-1899).

## Características orbitales
Johnmills orbita a una distancia media del Sol de 2,7378 ua, pudiendo acercarse hasta 1,9918 ua y alejarse hasta 3,4837 ua. Tiene una excentricidad de 0,2724 y una inclinación orbital de 10,4467° grados. Emplea en completar una órbita alrededor del Sol 1654 días.

## Características físicas
Su magnitud absoluta es 13,1. Tiene 11,211 km de diámetro. Su albedo se estima en 0,089.